# Уилфрид Войнич
Михаил Уилфрид Войнич, (на английски: Wilfrid Michael Voynich; на руски: Михаи́л (псевдоним „Вильфред“) Леона́рдович Во́йнич; на полски: Michał Habdank Wojnicz; на литовски: Michailas Vilfridas Voiničius); 31 октомври 1865, Телшяй, Литва, Руска империя – 19 март 1930, Ню Йорк, САЩ) е американски библиофил и антиквар от полски произход.
Известен е в днешно време най-вече с открития от него ръкопис на неизвестен език. Съпруг на писателката Етел Лилиан Войнич (1864-1960).
В младите си години Войнич е участвал в полското революционно работническо движение. След арестуването му във Варшава (1886) е заточен в Иркутск, но с помощта на приятели успява да избяга и да замине за Лондон през 1890 г. Там се жени (1893) и се преселва по-късно със съпругата си в Съединените американски щати.
Открива собствени антикварни магазини в Лондон (1897) и в Ню Йорк (1915).